# 聖安德魯站
聖安德魯站是一座多倫多地鐵央街－大學線車站，坐落加拿大安大略省多倫多市中心大學路（University Avenue）和皇帝街（King Street）的交界處，於1963年2月28日聯同大學線一起開幕，以附近的聖安德烈長老會教堂（St. Andrew's Presbyterian Church）命名。
下列由多倫多公車局營運的巴士和有軌電車線駛經聖安德魯站：
- 72號坡路巴士線（Pape）
- 141號市中心－快樂山急行巴士線（Downtown/Mount Pleasant Express）
- 142號市中心－阿梵奴道急行巴士線（Downtown/Avenue Road Express）
- 143號市中心－沙灘區急行巴士線（Downtown/Beach Express）
- 144號市中心－當河谷急行巴士線（Downtown/Don Valley Express）
- 145號市中心－含伯灣急行巴士線（Downtown/Humber Bay Express）
- 503號京士頓道有軌電車線（Kingston Road）
- 504號皇帝街有軌電車線（King）
- 508號湖濱有軌電車線（Lake Shore）

## 外部連結
- 维基共享资源上的相關多媒體資源：聖安德魯站
- （英文）TTC St. Andrew Station （页面存档备份，存于）－多倫多公車局網站 聖安德魯站頁面